# Common
Common, inizialmente Common Sense, pseudonimo di Lonnie Rashid Lynn (Chicago, 13 marzo 1972), è un rapper, attore e scrittore statunitense.

## Biografia
I suoi genitori, Lonnie Lynn e Mahalia Ann Hines, erano nel campo dell'educazione, in particolare il padre, ex giocatore dell'ABA, prima che diventasse la NBA, divenne consulente per l'infanzia, mentre la madre era preside, e si separarono quando aveva sei anni.
Common nasce e cresce a Chicago dove viene notato per le sue prime espressioni musicali finendo per essere citato in Unsigned Hype Column, rivista musicale The Source. Il primo singolo, Take It EZ, è del 1992 che verrà poi inserito in Can I Borrow a Dollar?, il suo primo album. Altri singoli di quegli anni sono Breaker 1/9 e Soul By The Pound. Nel 1994 pubblica il suo secondo album, Ressurection, dove si distingue la traccia I Used to Love H.E.R., incentrata metaforicamente sull'hip hop che diventa una donna parlandone di come sia scesa a compromessi con il sesso e la violenza, proprio grazie a questo scritto si avvierà una faida con Ice Cube, ex-rapper degli N.W.A..
L'artista cambia poi il suo nome da Common Sense al solo Common. Una volta giunto a New York, firma con Relativity Records nel 1997 e pubblica il suo album One Day It'll All Make Sense, impreziosito dalle collaborazioni di Lauryn Hill, Q-Tip, Erykah Badu, De La Soul, Cee-Lo e Black Thought dei Roots. Entra a far parte della Native Tongues, fra cui si annovera Erykah Badu (con cui Common avrà una lunga relazione), Mos Def e Talib Kweli, i padri fondatori di De La Soul e gli A Tribe Called Quest. Inizia a collaborare con la Rawkus Records per poi realizzare con la MCA Records, nel 2000 Like Water For Chocolate. Nel 2002 Common collabora con Mary J. Blige in Dance for Me e al singolo Love of My Life (An Ode to Hip Hop) di Erykah Badu. Nel dicembre dello stesso anno esce l'album Electric Circus.
Il suo album Be, uscito a maggio 2005 per l'etichetta G.O.O.D. Music, è stato candidato per 4 Grammy Awards nel 2006 (Best rap album, Be; Best rap performance by a duo or group, The Corner (featuring The Last Poets); Best rap/sung collaboration, They Say (feat. Kanye West & John Legend); Best rap song, Testify). Nel 2007 prende parte al film American Gangster di Ridley Scott e duetta con Joss Stone nella canzone Tell Me What We're Gonna Do Now. Avrebbe dovuto interpretare Lanterna Verde nel film di George Miller dedicato alla Justice League, Justice League: Mortal, che a causa dello sciopero degli sceneggiatori e a vari problemi produttivi non fu mai realizzato.
Nel 2008 esce Universal Mind Control, anticipato dall'omonimo singolo, che riscuote un più che buon successo commerciale. Lo stesso anno viene invitato a cantare alla Casa Bianca dal presidente degli Stati Uniti Barack Obama. Nel 2009 Ha inciso un duetto con i Jonas Brothers intitolato Don't Change Me for the Crime, inserito nell'album Lines, Vines and Trying Times. Nel 2011 entra a far parte del cast della serie televisiva Hell on Wheels come protagonista nel ruolo di Elam Ferguson, schiavo liberato. Durante la cerimonia degli Oscar 2015 la sua collaborazione con John Legend Glory viene premiata come miglior canzone originale.

## Discografia (parziale)

### Album in studio
- 1992 – Can I Borrow a Dollar?
- 1994 – Resurrection
- 1997 – One Day It'll All Make Sense
- 2000 – Like Water for Chocolate
- 2002 – Electric Circus
- 2005 – Be
- 2007 – Finding Forever
- 2008 – Universal Mind Control
- 2011 – The Dreamer/The Believer
- 2014 – Nobody's Smiling
- 2016 – Black America Again
- 2019 – Let Love
- 2020 – A Beautiful Revolution Pt. 1
- 2021 – A Beautiful Revolution Pt. 2
- 2024 – The Auditorium Vol. 1 (con Pete Rock)

### Raccolte
- 2007 – Thisisme Then: The Best of Common

## Filmografia parziale

### Cinema
- Smokin' Aces, regia di Joe Carnahan (2006)
- American Gangster, regia di Ridley Scott (2007)
- La notte non aspetta (Street Kings), regia di David Ayer (2008)
- Wanted - Scegli il tuo destino (Wanted), regia di Timur Bekmambetov (2008)
- Terminator Salvation, regia di McG (2009)
- Notte folle a Manhattan (Date Night), regia di Shawn Levy (2010)
- Rimbalzi d'amore (Just Wright), regia di Sanna Hamri (2010)
- Capodanno a New York (New York's Eve), regia di Garry Marshall (2011)
- L'incredibile vita di Timothy Green (The Odd Life of Timothy Green), regia di Peter Hedges (2012)
- Pawn - Fai la tua mossa (Pawn), regia di David A. Armstrong (2013)
- Now You See Me - I maghi del crimine (Now You See Me), regia di Louis Leterrier (2013)
- X/Y, regia di Ryan Piers Williams (2014)
- Ogni cosa è segreta (Every Secret Thing), regia di Amy Berg (2014)
- Selma - La strada per la libertà (Selma), regia di Ava DuVernay (2014)
- Run All Night - Una notte per sopravvivere (Run All Night), regia di Jaume Collet-Serra (2015)
- Suicide Squad, regia di David Ayer (2016)
- John Wick - Capitolo 2 (John Wick: Chapter 2), regia di Chad Stahelski (2017)
- Sergente Rex (Megan Leavey), regia di Gabriela Cowperthwaite (2017)
- Il viaggio delle ragazze (Girls Trip), regia di Malcolm D. Lee (2017)
- Il coraggio della verità - The Hate U Give (The Hate U Give), regia di George Tillman Jr. (2018)
- Hunter Killer - Caccia negli abissi (Hunter Killer), regia di Donovan Marsh (2018)
- Qui e ora (Here and Now), regia di Fabien Constant (2018)
- Saint Judy, regia di Sean Hanish (2018)
- Le regine del crimine (The Kitchen), regia di Andrea Berloff (2019)
- The Informer - Tre secondi per sopravvivere (The Informer), regia di Andrea Di Stefano (2019)
- Ava, regia di Tate Taylor (2020)
- Alice, regia di Krystin Ver Linden (2022)

### Televisione
- Girlfriends – serie TV, 1 episodio (2003)
- One on One – serie TV, 1 episodio (2004)
- Single Ladies – serie TV, 1 episodio (2011)
- Hell on Wheels – serie TV, 32 episodi (2011-2014)
- The Chi – serie TV, 4 episodi (2018-2019)
- Non ho mai... (Never Have I Ever) – serie TV, 4 episodi (2021)
- Silo – serie TV, 20 episodi (2023-in corso)

### Documentari
- Block Party, regia di Michel Gondry (2005)
- A Most Beautiful Thing, regia di Mary Mazzio (2020)

### Doppiaggio
- Happy Feet 2 (2011)
- I Simpson – serie TV, 1 episodio (2017)

## Doppiatori italiani
Nelle versioni in italiano delle opere in cui ha recitato, Common è stato doppiato da:
- Roberto Draghetti in La notte non aspetta, Terminator Salvation, Hell on Wheels
- Simone Mori in Run All Night - Una notte per sopravvivere, John Wick - Capitolo 2, Breathe
- Andrea Lavagnino in Suicide Squad, The Informer - Tre secondi per sopravvivere, Le regine del crimine
- Gianluca Tusco in Wanted - Scegli il tuo destino, Selma - La strada per la libertà
- Massimo Bitossi in L'incredibile vita di Timothy Green, Il coraggio della verità - The Hate U Give
- Carlo Scipioni in Hunter Killer - Caccia negli abissi, Silo
- Alessandro Ballico in Now You See Me - I maghi del crimine, Pawn - Fai la tua mossa
- Alberto Angrisano in Smokin' Aces
- Stefano Mondini in American Gangster
- Fabrizio Pucci in Notte folle a Manhattan
- Gaetano Varcasia in Rimbalzi d'amore
- Riccardo Niseem Onorato in Capodanno a New York
- Alessandro D'Errico in Sergente Rex

Da doppiatore è sostituito da:
- Stefano Mondini in The Lion Guard
- Dodo Versino in Smallfoot - Il mio amico delle nevi